# John McCrae
Luitenant-kolonel John Alexander McCrae (Guelph (Ontario), 30 november 1872 - Boulogne-sur-Mer, 28 januari 1918) was een Canadese dichter, arts, auteur, kunstenaar, militair tijdens de Eerste Wereldoorlog en een chirurg tijdens de Slagen om Ieper. McCrae is geboren in Guelph, Ontario. Hij is het meest befaamd door zijn gedicht In Flanders Fields.
Op 28 januari 1918, toen hij dienstdeed als commandant van het Canadese General Hospital (McGill) bij Boulogne, stierf hij aan een gecompliceerde longontsteking door een virulente meningitis. Hij werd begraven op de  Wimereux Communal Cemetery, op slechts een paar kilometer van de kust van Boulogne. Zijn paard "Bonfire" leidde de begrafenisstoet, volgens militaire traditie zijn meesters laarzen omgekeerd in de stijgbeugels. De grafsteen van McCrae is liggend geplaatst.

## Literatuur

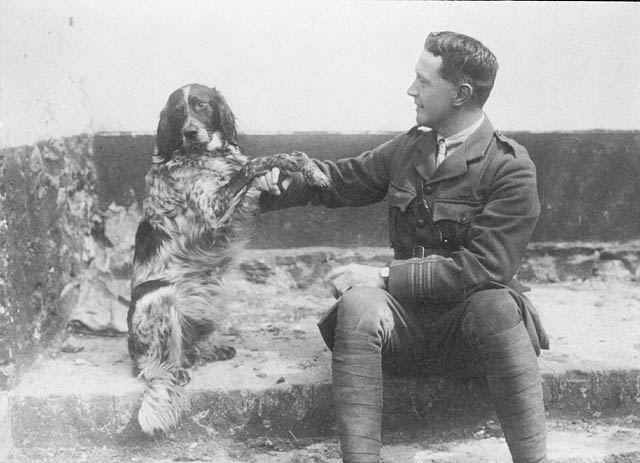
John McCrae en zijn hond Bonneau
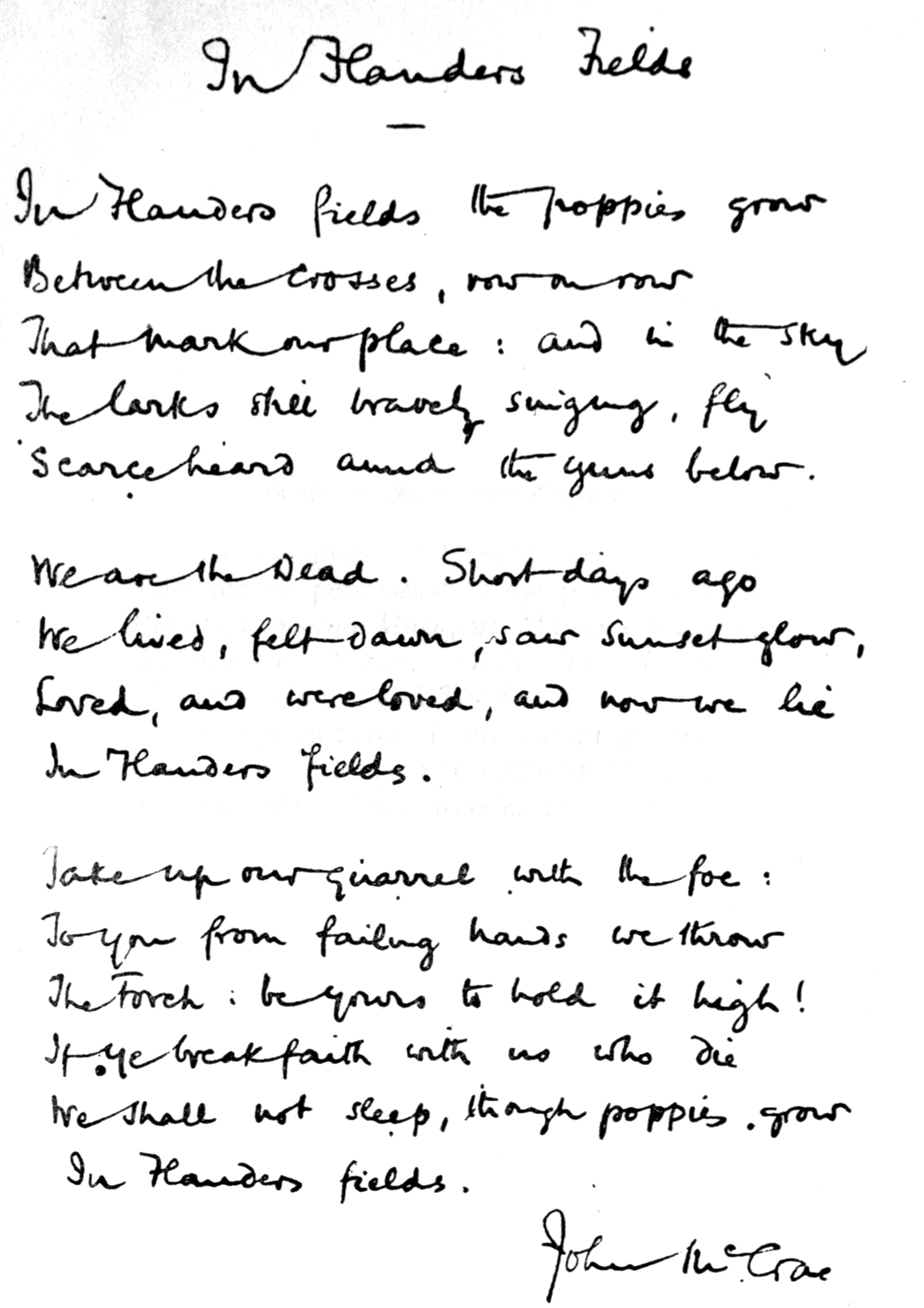
In Flanders fields, handschrift van McCrae
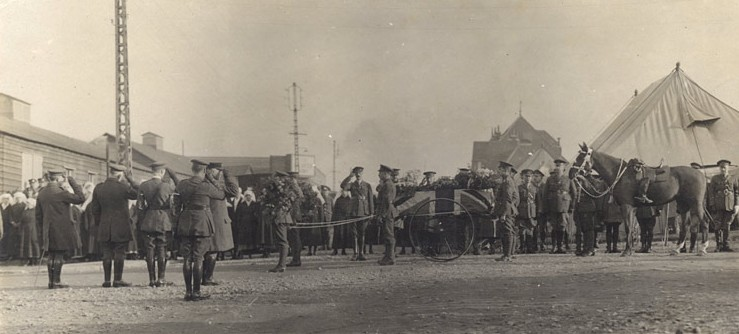
McCrae's uitvaartstoet